# Gonodes densissima
Gonodes densissima är en fjärilsart som beskrevs av Dyar 1914. Gonodes densissima ingår i släktet Gonodes och familjen nattflyn. Inga underarter finns listade i Catalogue of Life.